# Henri Drell
Henri Drell (* 25. April 2000) ist ein estnischer Basketballspieler.

## Laufbahn
Zur Saison 2016/17 wechselte Drell von Audentes/Noortekoondis, einem Verein aus seiner Heimatstadt Tallinn, zum deutschen Bundesligisten Brose Bamberg und erhielt von den Oberfranken einen Sechsjahresvertrag. Zuvor hatte er im Sommer 2016 bei der U16-Europameisterschaft im Durchschnitt 14,1 Punkte für die estnische Auswahl erzielt. Drell spielte jedoch vorerst nicht für Bamberg in der Bundesliga sowie für die Vereine des Bamberger Nachwuchsnetzwerkes, darunter den 1. FC Baunach in der 2. Bundesliga ProA, die Regnitztal Baskets in der 2. Regionalliga sowie für die U19-Mannschaft des TSV Breitengüßbach in der Nachwuchs-Basketball-Bundesliga. Im März 2019 gab er für Bamberg seinen Einstand in der Basketball-Bundesliga. Drell war im Spieljahr 2018/19 mit 13,1 Punkten je Begegnung drittbester Korbschütze der Baunacher Mannschaft, stieg mit ihr jedoch aus der 2. Bundesliga Pro A ab. Im April 2019 meldete sich Drell zum Draft-Verfahren der nordamerikanischen Liga NBA an, ließ seinen Namen aber später wieder von der Kandidatenliste streichen. Im Juli 2019 nutzte er eine Klausel, um in Bamberg aus seinem noch bis 2022 laufenden Vertrag auszusteigen. Er heuerte kurz darauf bei Victoria Libertas Pesaro in Italien an. Drell spielte bis Ende November 2021 in Pesaro, der Durchbruch gelang ihm dort nicht.
Im Januar 2022 wurde er von den Windy City Bulls aus der nordamerikanischen NBA G-League unter Vertrag genommen. Er erzielte in der Saison 2022/23 im Durchschnitt 11,7 Punkte und 5,9 Rebounds je Begegnung für die Mannschaft. Anfang April 2023 wurde er vom französischen Erstligisten Chorale Roanne Basket verpflichtet. In der Vorbereitung auf das Spieljahr 2023/24 weilte er bei den Chicago Bulls in den Vereinigten Staaten, Mitte Oktober 2023 wurde er aus dem Aufgebot gestrichen. Er spielte dann wieder für die Windy City Bulls. Mitte Dezember 2023 erhielt Drell von den Chicago Bulls einen Zweiwegevertrag. Er bestritt für die Mannschaft im Laufe der Saison 2023/24 insgesamt vier NBA-Spiele.
Im Sommer 2024 wurde er von den Portland Trail Blazers verpflichtet, doch noch vor dem Auftakt der Saison 2024/25 endete das Arbeitsverhältnis wieder. Drell setzte seine Laufbahn daraufhin bei der Mannschaft Rip City Remix in der NBA G-League fort. In der Saison 2024/25 erzielte er in 16 Einsätzen in der NBA G-League im Durchschnitt 15,6 Punkte. Drell wechselte Mitte März 2025 zum CB 1939 Canarias in die spanische Liga ACB.

### Nationalmannschaft
Im Februar 2019 gab er seinen Einstand in Estlands Herrennationalmannschaft. Drell war Teilnehmer der Europameisterschaft 2022, in fünf Turniereinsätzen erzielte er im Schnitt 8,6 Punkte.